# Attigny (Vosges)
Attigny é uma comuna francesa na região administrativa do Grande Leste, no departamento de Vosges. Estende-se por uma área de 16.08 km², e possui 221 habitantes, segundo o censo de 2018, com uma densidade de 14 hab/km².